# Helmi Raijas
Helmi Raijas, född den 11 maj 2005, är en finländsk fotbollsspelare som representerar det damallsvenska laget Växjö DFF.

## Biografi
Raijas spelade i det finländska damlaget HJK Helsingfors under två år innan hon 2025 anslöt till Växjö DFF. Hon har representerat det finländska damlandslaget på flera ungdomsnivåer och debuterade i A-landslaget 2025.